# رونیت القبص
رونیت القبص (عبری: רונית אלקבץ‎؛ زادهٔ - 2016 april 19۲۷ نوامبر ۱۹۶۴) یک هنرپیشه، کارگردان، و فیلم‌نامه‌نویس اهل اسرائیل است. وی از سال ۱۹۹۰ میلادی تاکنون مشغول فعالیت بوده‌است. از فیلم‌هایی که وی در آن نقش داشته‌است می‌توان به بازدید گروه موسیقی، گت: محاکمه ویوین امسالم و خاکستر و خون اشاره کرد. وی تا کنون ۳ بار برنده جایزه اوفیر (اسکار اسرائیلی) شده‌است.
در سال ۲۰۱۵ او به عنوان رئیس هیئت داوران بخش هفته منتقدان بین‌المللی جشنواره فیلم کن ۲۰۱۵ انتخاب شد. فیلم گت: محاکمه ویوین امسالم به کارگردانی او برای اولین بار در بخش دوهفته کارگردانان جشنواره فیلم کن ۲۰۱۴ به نمایش درآمد.